# 麻痺性筋色素尿症
麻痺性筋色素尿症（まひせいきんしきそにょうしょう、paralytic myoglobinuria）とは数日の休養の後に激しい運動をさせた時に発生する牛や馬の疾病。蓄積されたグリコーゲンが著しい代謝により過剰の乳酸を生成し、それが血中に移行せず、筋に残ることを原因とする。発汗、心拍数や呼吸数の増加、体温の上昇、後肢麻痺、起立不能などの多様な症状を示す。尿はミオグロビン流出により暗赤色を呈する。血液検査では筋の壊死の程度によりCK、SAT、LDHの上昇が認められる。コルチコステロイド、ジメチルスルホキシド、非ステロイド系抗炎症薬、トランキライザー、鎮痛薬が治療に用いられる。利尿剤の使用は通常は禁忌である。